# Camel Up
Camel Up est un jeu de société créé par Steffen Bogen en 2014 et édité par Eggertspiel.
Pour 2 à 8 joueurs, à partir de 8 ans pour environ 60 minutes.

## Principe général
Dans Camel Up les joueurs parient sur cinq chameaux de course, essayant de deviner lesquels finiront premier et second dans une course autour d'une pyramide. Plus tôt le pari est fait, plus le gain peut être important.

## Règle du jeu

### But du jeu
La course est constituée de plusieurs étapes. À la fin de chaque étape, les joueurs remportent de l'argent en fonction de leur pari et de la position respective des différents chameaux. Le but du jeu est d'être le joueur le plus riche à la fin de la partie.

### Matériel
- un plateau
- une pyramide
- 5 chameaux en bois
- 5 dés en bois
- pour chacun des 8 joueurs
  - 5 cartes de pari
  - 1 tuile désert
- 15 tuiles de pari
- 5 tuiles pyramide
- 20 cartes argent
- 50 pièces
- un marqueur premier joueur
- une règle du jeu

### Mise en place
Chaque joueur récupère 5 cartes de pari, une tuile désert et 3 pièces.
Les chameaux sont placés au hasard sur l'une des 3 cases de départ, puis les 5 dés sont placés dans la pyramide.

### Déroulement
Chaque joueur, à son tour, peut effectuer une et une seule action parmi les suivantes : prendre une tuile pari, placer une tuile désert sur le parcours, prendre une tuile pyramide et faire avancer un chameau en tirant un dé de la pyramide, et enfin parier sur le classement des chameaux à la fin du jeu.
Si un chameau avance sur une tuile désert placée sur le parcours, il doit avancer ou reculer d'une case selon que la tuile désert est sur sa face oasis ou sa face mirage. Par ailleurs les chameaux peuvent être empilés : un chameau se déplace en emportant le ou les chameaux situés au-dessus lui.
Lorsque les 5 dés ont été tirés de la pyramide, une étape de la course est terminée. Les joueurs gagnent de l'argent en fonction des tuiles pari qu'ils ont devant eux. Puis une nouvelle étape de la course débute.

### Fin de partie et vainqueur
La partie se termine dès qu'un chameau a franchi la ligne d'arrivée. Les paris de l'étape en cours sont résolus, de même que les paris sur le classement final.
Le joueur qui a récupéré le plus d'argent est déclaré vainqueur.

## Récompense
- Spiel des Jahres  2014